# Duca di Villahermosa

Insegna del duca di Villahermosa

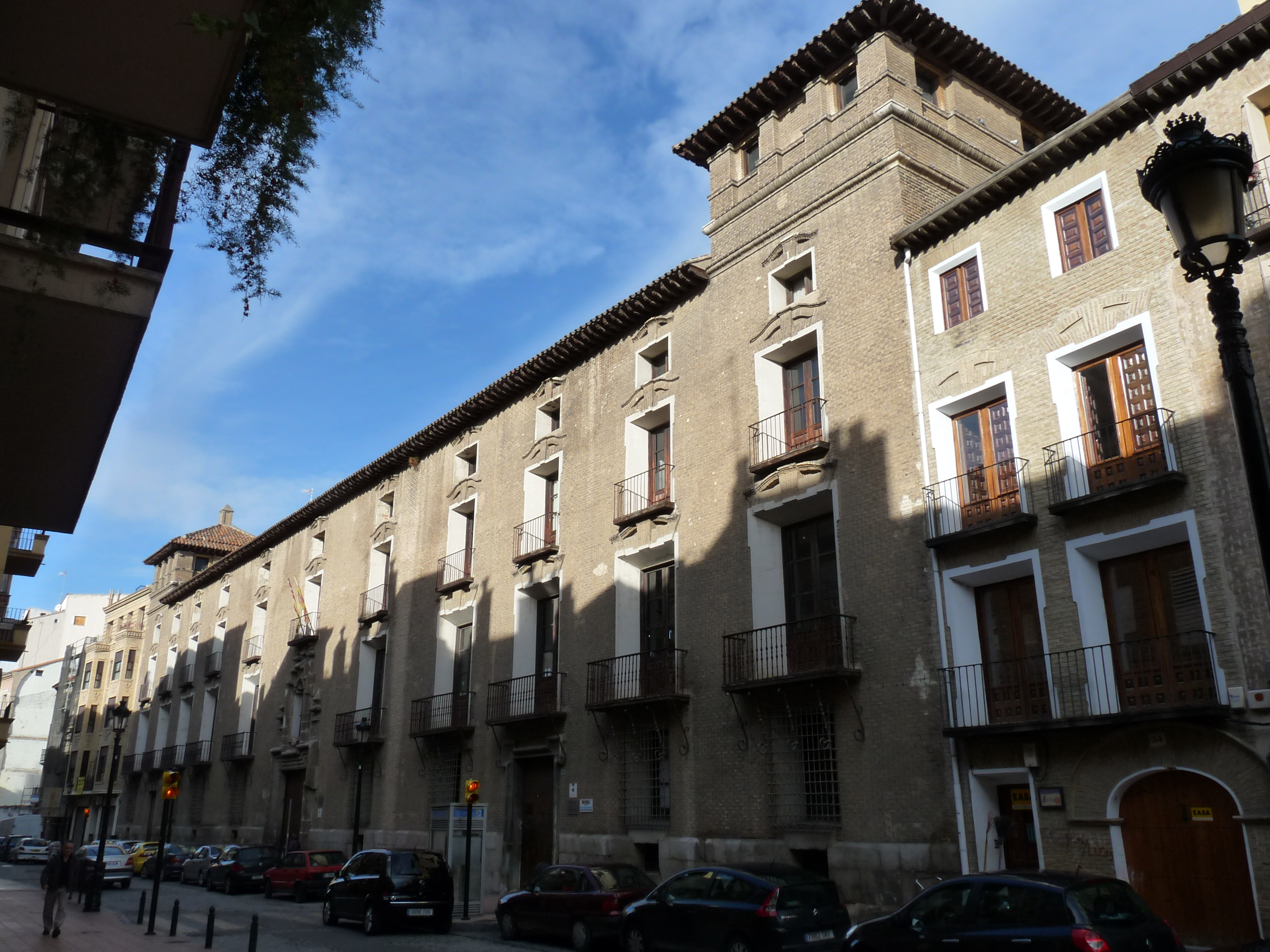
Facciata del palazzo dei duchi di Villahermosa a Saragozza (XVII secolo).

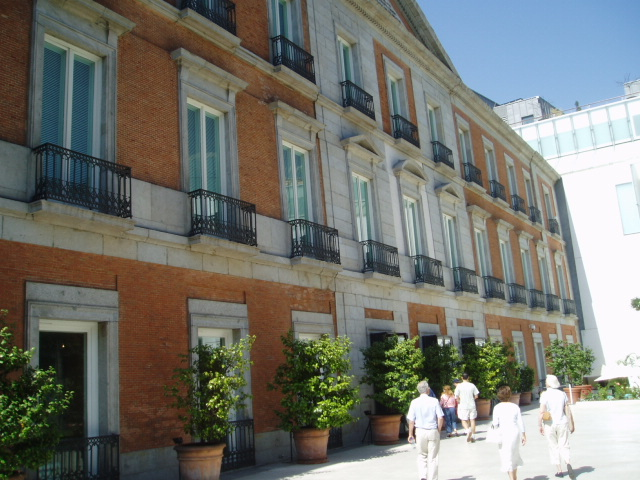
Palazzo di Villahermosa a Madrid, sede del Museo Thyssen-Bornemisza.

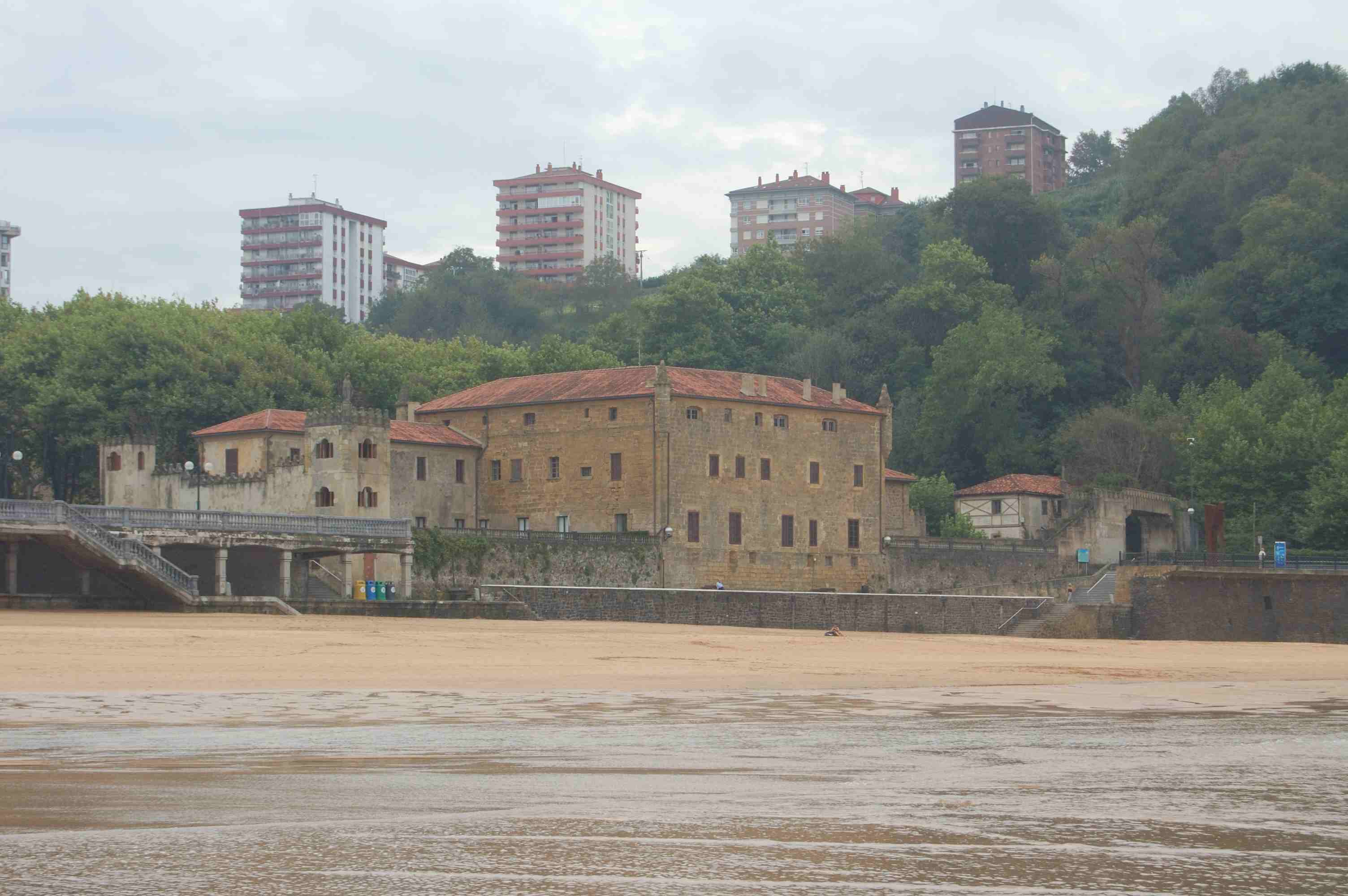
Facciata delle Casa de Narros, a Zarauz, vista dalla spiaggia.

Il Duca di Villahermosa è un titolo nobiliare spagnolo istituito nel 1476 da re Giovanni II d'Aragona in favore di suo figlio Alfonso di Aragona, fratellastro di Ferdinando il Cattolico.
La sua denominazione fa riferimento al comune di Villahermosa del Río (Castellón), e il motto del casato è "Sanguine empta, sanguine tuebor".

## Duchi di Villahermosa
|                                    | Titolare                                               | Periodo                            |
| Istituito da Giovanni II d'Aragona | Istituito da Giovanni II d'Aragona                     | Istituito da Giovanni II d'Aragona |
| ---------------------------------- | ------------------------------------------------------ | ---------------------------------- |
| I                                  | Alfonso de Aragón y de Escobar                         | 1476-1485                          |
| II                                 | Alfonso de Aragón y de Sotomayor                       | 1485-1513                          |
| III                                | Ferrante Sanseverino                                   | 1513-1554                          |
| IV                                 | Martín de Gurrea y Aragón                              | 1554-1581                          |
| V                                  | Fernando de Gurrea y Aragón                            | 1581-1592                          |
| VI                                 | Francisco de Aragón y Gurrea                           | 1592-1603                          |
| VII                                | María Luisa de Aragón y de Gurrea                      | 1603-1663                          |
| VIII                               | Fernando Manuel de Aragón de Gurrea y de Borja         | 1663-1665                          |
| IX                                 | Carlos de Aragón de Gurrea y de Borja                  | 1665-1692                          |
| X                                  | José Claudio de Aragón y Gurrea de Castro Pinós        | 1750-1761                          |
| XI                                 | Juan Pablo de Aragón-Azlor                             | 1761-1790                          |
| XII                                | Víctor Amadeo de Aragón-Azlor y Pignatelli de Aragón   | 1791-1792                          |
| XIII                               | José Antonio de Aragón Azlor y Pignatelli de Aragón    | 1792-1852                          |
| XIV                                | Marcelino Pedro de Aragón Azlor y Fernández de Córdoba | 1852-1888                          |
| XV                                 | María del Carmen de Aragón-Azlor                       | 1888-1905                          |
| XVI                                | Francisco-Xavier de Aragón-Azlor e Idíaquez            | 1905-1919                          |
| XVII                               | José Antonio Azlor de Aragón y Hurtado de Zaldivar     | 1919-1960                          |
| XVIII                              | María del Pilar Azlor de Aragón y Guillamas            | 1960-1996                          |
| XIX                                | Álvaro de Urzáiz y Azlor de Aragón                     | 1996-attuale titolare              |